# Bordertown (film 2006)
Bordertown è un film del 2006 scritto e diretto da Gregory Nava, ed interpretato da Jennifer Lopez (anche produttrice), Antonio Banderas e Martin Sheen.
La pellicola è ispirata alla vera storia delle numerose donne messicane assassinate a Ciudad Juárez.
In Italia è uscita nelle sale cinematografiche il 23 febbraio 2007.

## Trama
I titoli iniziali affermano che le società americane stanno usando il North American Free Trade Agreement (NAFTA) per aprire grandi maquiladoras,  vicino al confine con gli Stati Uniti d'America. Le maquiladoras assumono soprattutto donne messicane per farle lavorare molte ore e pagandole poco, in confronto alla grande quantità di beni che producono (1 televisore ogni 3 secondi, 1 computer ogni 7).
Lauren Adrian, un'appassionata giornalista americana del Chicago Sentinel, vorrebbe occuparsi di questioni internazionali come la guerra in Iraq, invece il suo direttore George Morgan le assegna un'inchiesta su una serie di crimini irrisolti, in cui le vittime sono delle giovani donne che lavorano nelle maquiladora in una cittadina di confine messicana.
Eva, una di queste lavoratrici, originaria del Sud del Messico, precisamente dallo stato di Oaxaca, viene seguita in un vicolo da un uomo e, scappando da questo, prende un bus per tornare a casa nella città-baraccopoli dove vive. Passano le fermate e tutti i passeggeri scendono dal bus, a quel punto l'autista le chiede se ha qualche problema se prima di riportarla a casa si ferma a fare benzina, ed Eva accetta. Tuttavia, lui si dirige verso una zona molto isolata e l'assale e la stupra assieme ad un altro uomo, tentando alla fine di strangolarla. I due, credendo Eva morta, la sotterrano viva. Più tardi, con quel poco di energie che le sono rimaste, Eva riesce a dissotterrarsi e scappare.
Lauren va a Ciudad Juárez, Chihuahua, sul confine USA-Messico, per investigare su questi omicidi. A Juárez re incontra Alfonso Díaz, con il quale aveva già lavorato circa sei anni prima. Díaz è il capo redazione del giornale locale El Sol de Juárez, giornale al quale Eva, cosciente del fatto che la polizia non la possa aiutare, va a chiedere giustizia.
Lauren e Díaz riescono a nascondere Eva e sua madre dalle autorità locali che le stanno cercando: Eva racconta la sua vicenda a Lauren, dal suo lavoro alla maquiladoras fino all'assalimento, quindi cominciano a raccogliere prove fotografando i vari autisti degli autobus per trovare l'assalitore di Eva. Scoperti da questo e dalla polizia mentre fotografano gli autisti dei bus, i giornalisti riescono a sfuggire al killer. Eva, perseguitata dall'aggressore (che chiama el diablo, il diavolo), riconosce l'autista. Durante una festa, riconosce anche il secondo assalitore, ma anch'egli la riconosce scoprendo così che è ancora viva.
Lauren inizia a lavorare in una di quelle fabbriche, per fare da esca. Infatti, quando al termine del lavoro sale sull'autobus, l'autista si comporta proprio come fece con Eva, portandola in un luogo isolato con la scusa di fare benzina. Nonostante fosse stato tutto organizzato, la polizia e Díaz sono appostati in un luogo sbagliato, ma Lauren, a differenza di Eva, riesce a ferire l'aggressore al volto, intrappolandolo sull'autobus. Il secondo assalitore riesce a scappare. Lauren chiama la polizia che interviene arrestando l'autista. Si scopre che il luogo è sede di diverse fosse comuni, soprattutto di donne.
Lauren scrive e spedisce l'articolo sulla vita di Eva e delle donne di Ciudad Juárez alla redazione del Chicago Sentinel, e il suo articolo viene pienamente approvato da Morgan. A questo punto, Eva deve testimoniare al processo contro l'autista, inizialmente non sapendo che il secondo uomo non è stato arrestato dalle autorità, mentre Lauren deve tornare a Chicago perché il suo articolo sulla vita di Eva non verrà pubblicato da Morgan. Arrivata in redazione, Lauren scopre che il suo redattore è stato corrotto da un senatore (che ha vasti interessi nelle maquiladoras di Juárez e, in generale, nel NAFTA) e non pubblicherà l'articolo, che altrimenti rischierebbe di nuocere all'immagine degli accordi di libero scambio sul confine USA-Messico. Lauren decide quindi di licenziarsi e viene svelato il suo passato: nata a Juárez, i suoi genitori vennero assassinati in un campo davanti ai suoi occhi, e lei venne data in affidamento.
Nel frattempo, a Juárez, Díaz viene ferito da alcuni sconosciuti che gli sparano da una macchina. "Il diavolo" tenta nuovamente di uccidere Eva, che decide di non voler più testimoniare per la paura di venir assassinata, e prova ad emigrare negli Stati Uniti con altri emigranti, nascosta nel bagagliaio di una macchina. Viene scoperta dalla polizia americana e quindi arrestata per poche ore.
Lauren torna dopo pochi giorni a Ciudad Juárez, scoprendo la morte dell'ex collega e la misteriosa scomparsa di Eva. Tornata nella città-baraccopoli dove vive Eva, viene seguita e aggredita dal "diavolo". Riesce quasi ad ucciderla, prima che su di lui si avventi Eva, che uccide l'assassino e salva Lauren da una morte certa. Lauren riesce a convincerla a testimoniare per tutte le altre vittime messicane, prendendo il posto di Díaz al El Sol de Juárez e cambiando vita, combattendo per la libertà e la speranza di queste donne emarginate dal mondo.

## Produzione
Il film è basato su una serie di assassini irrisolti a Ciudad Juárez, Chihuahua, una città/fabbrica lungo il confine statunitense col Messico, fra Rio Bravo del Norte e El Paso, Texas. Stime ufficiali parlano di circa 400 donne che sono state rapite, torturate (spesso stuprate) e assassinate dal 1993 in e nei dintorni di Juárez, ma probabilmente la stima reale è molto superiore.
Quando Gregory Nava è venuto a sapere per la prima volta degli assassini a Juárez lui ha voluto fare qualcosa. Ha detto che la sua volontà era di raccontare la storia come un thriller drammatico molto emozionante e ricco di suspense.
Nava chiese a Jennifer Lopez di fare questo film già nel 1998 e lei accettò con molto entusiasmo. La Lopez disse: «Fin dalla prima volta che venni a sapere di queste atrocità nel 1998, quando Gregory Nava venne da me parlandomi di questo progetto, ho voluto disperatamente raccontare questa storia. Ho iniziato a lavorare sul come poter realizzare il film e su come far porre l'attenzione del mondo su questa tragedia in modo da creare pressioni al governo messicano sperando che la giustizia faccia il suo corso».
Il regista Gregory Nava e il produttore esecutivo Barbara Martinez-Jitner previdero che il film avrebbe suscitato forti reazioni. Nava disse che la produzione e il cast ricevettero minacce. Inoltre, secondo quanto ha asserito la Martinez-Jitner, quando vennero girate le scene a Ciudad Juárez la polizia iniziò a minacciare le persone del posto che aiutavano la produzione. Un furgone-camerino fu oggetto di vandalismo e circa 100.000 dollari di equipaggiamento furono rubati.
Bordertown dà la colpa per gli omicidi al governo messicano, al governo statunitense e alle maquiladoras, la cui nascita è stata accelerata dal North American Free Trade Agreement.

### Sceneggiatura
L'ispirazione per la storia, secondo Nava, è stata l'opera dello scrittore Miguel Ángel Asturias (scritto originario del Guatemala), il magico realismo del romanziere Gabriel García Márquez e il dramma sociale dell'Inghilterra di Charles Dickens. Nava ha anche detto che la sceneggiatura si rifà al film (dello stesso Nava) El Norte, che venne candidato all'Oscar proprio per la sceneggiatura. In El Norte lui ha creato la sceneggiatura basandosi su molte interviste da lui stesso condotte. Dice di aver fatto lo stesso per Bordertown.

### Finanziamenti
Mobius Entertainment, la compagna di produzione, prese in prestito dei soldi per completare il progetto dal New Mexico State Investment Council (NMSI) ma è in ritardo con i pagamenti dal marzo del 2006.
Un secondo prestito da 12.650.000 dollari potrebbe essere chiesto all'NMSI prima del novembre del 2008 a causa dei ritardi del pagamento. Il secondo prestito sarebbe a interessi zero perché lo stato del Nuovo Messico prenderebbe il 10% di tutti i profitti generati dal film. I produttori del film hanno detto che sono indietro con i pagamenti a causa di alcune riprese che sono durate più di quanto fosse previsto.

### Location
Il film è stato girato negli Stati Uniti d'America ad Albuquerque (Nuovo Messico), e a Nogales (Sonora) e Ciudad Juárez (Chihuahua), in Messico.

## Accoglienza
Bordertown fu scelto per il concorso al Festival internazionale del cinema di Berlino del 2007.
Le critiche iniziali al festival furono dure. Kirk Honeycut scrisse sul The Hollywood Reporter che il film non gli era piaciuto: «Il film vuole essere un thriller, con una parte di giornalismo investigativo, una critica politica ed un veicolo per Jennifer Lopez, e non riesce per nessuna di queste cose». Scrisse anche che la sceneggiatura era piena di buchi.
Secondo i giornalisti, il pubblico reagì con un mix di fischi e senza applausi quando il film finì di essere proiettato.
Il critico Leslie Felperin del magazine Variety criticò il film dicendo che il problema non era solo colpa del NAFTA e che la possibilità che cittadini statunitensi passassero il confine per uccidere liberamente non è stata presa in considerazione.

## Riconoscimenti
Al Festival di Berlino Jennifer Lopez vinse il Artist for Amnesty, premio presentato da Amnesty International, per il suo ruolo di produttrice e attrice.